# Località bandiere blu in Italia (2004)
Elenco delle località italiane insignite della bandiera blu dalla FEE per l'anno 2004.

## Spiagge

### Piemonte
- Cannobio

### Lombardia
- Porto Galeazzi e Viale Gennari di Sirmione

### Friuli-Venezia Giulia
- Grado
- Lignano Sabbiadoro

### Veneto
- Bibione
- Jesolo

### Liguria
- Bergeggi
- Bordighera
- Camporosso
- Celle Ligure
- Chiavari
- Fornaci e Natarella di Savona
- Lavagna
- Lerici
- Moneglia
- Varazze

### Emilia-Romagna
- Comacchio
- Cervia
- Cesenatico
- Gatteo a Mare
- San Mauro Pascoli
- Rimini
- Misano Adriatico
- Cattolica

### Toscana
- Bibbona
- Castagneto Carducci
- Castiglioncello e Vada di Rosignano Marittimo
- Castiglione della Pescaia
- Follonica
- Forte dei Marmi
- Marina e Principina di Grosseto
- Pietrasanta
- Tirrenia
- Viareggio

### Marche
- Gabicce Mare
- Fano
- Senigallia
- Sirolo
- Numana Bassa
- Porto San Giorgio
- Cupra Marittima
- Grottammare
- San Benedetto del Tronto
- Civitanova Marche

### Lazio
- Anzio
- Gaeta
- Sabaudia
- Sperlonga

### Abruzzo
- Alba Adriatica

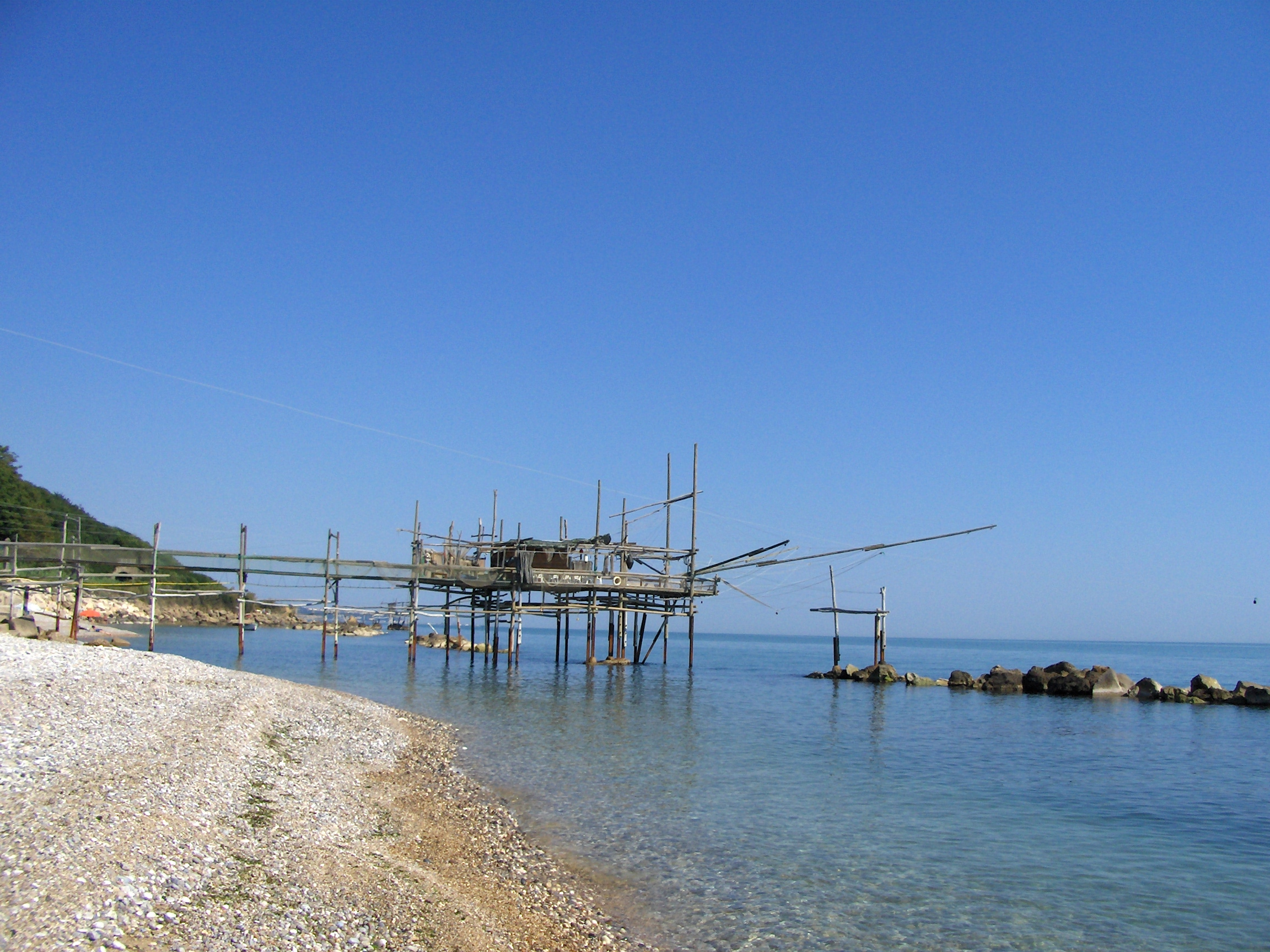
Trabucco a San Vito Chietino

- Calata Turchina e Molo Sud di San Vito Chietino
- Fossacesia Marina
- Francavilla al Mare (zone Centro e Alcione)
- Martinsicuro
- Rocca San Giovanni
- Roseto degli Abruzzi
- San Salvo
- Scanno
- Tortoreto
- Vasto

### Molise
- Campomarino
- Termoli

### Campania
- Acciaroli e Pioppi di Pollica
- Ascea
- Castellabate (S.Maria e S.Marco)
- Palinuro
- Pisciotta
- Positano
- Sapri

### Puglia
- Ginosa
- Ostuni
- Peschici
- Scalette e Salsello di Bisceglie
- Scialmarino e Pugnochiuso di Vieste

### Basilicata
- Maratea

### Calabria
- Catanzaro Lido
- Cirò Marina
- Marina di Gioiosa Jonica
- Roccella Jonica
- Roseto Capo Spulico
- Scilla

### Sicilia
- Lido Marinello e San Teodoro di Marsala
- Menfi
- Raganzino e Pietrenere di Pozzallo

### Sardegna
- La Rena Bianca di Santa Teresa di Gallura
- Poetto di Quartu Sant'Elena
- Torre di Barì di Barisardo

## Approdi

### Friuli-Venezia Giulia
- Darsena Sabbiadoro
- Lega Navale
- Marina Capo Nord, Latisana
- Marina di Aquileia
- Marina Hannibal
- Marina Punta Faro
- Marina Punta Gabbiani
- Marina Punta Verde, Lignano
- Marina Uno, Lignano
- Porto San Rocco spa
- Porto San Vito-Marina Azzurra, Grado

### Veneto
- Darsena dell'Orgoglio
- Marina del Cavallino
- Marina di Albarella
- Marina di Liogrando
- Marina 4 spa
- Porto turistico di Jesolo
- Sporting Club

### Liguria
- Vecchia Darsena di Savona
- Imperia Mare
- Marina degli Aregai
- Marina di Andora
- Marina di Chiavari
- Porto Carlo Riva
- Porto Lotti
- Porto Venere srl

### Emilia-Romagna
- Circolo Velico Ravennate
- Marinara (Seaser spa)
- Portoverde, Misano Adriatico
- Ravenna Yacht Club

### Toscana
- Marina di Cala Galera
- Marina di Punta Ala

### Marche
- Marina Porto San Giorgio
- Porto Turistico di Numana

### Lazio
- Marina di Nettuno
- Porto Turistico di Roma-ATI spa
- Porto Turistico Riva di Traiano

### Abruzzo
- Marina di Pescara (A.S.P.T.)

### Campania
- Marina di Camerota (San Domenico)
- Porto Turistico di Capri
- Sudcantieri spa Pozzuoli

### Sicilia
- Marina di Portorosa, Furnari

### Sardegna
- Marina dell'Orso, Poltu Quatu
- Marina di Capitana, Quartu Sant'Elena
- Marina di Portisco
- Marina di Porto Cervo
- Marina di Porto Rotondo
- Marina di Santa Teresa di Gallura